# 유광도
유광도(劉廣都, ? ~ ?)는 전한 말기의 제후로, 중산정왕의 후손이다.

## 생애
아버지 유만년의 뒤를 이어 임악후(臨樂侯)에 봉해졌으나, 전한이 멸망하여 작위가 박탈되었다.

## 출전
- 반고, 《한서》 권15상 왕자후표 上

| 선대 아버지 임악절후 유만년 | 전한의 임악후 ? ~ 8년 | 후대 (전한 멸망) |